# Gonzalo Carou
Gonzalo Matias Carou (nascido em 15 de agosto de 1979) é um handebolista argentino. Integrou a seleção argentina que ficou em décimo lugar nos Jogos Olímpicos de Verão de 2016 no Rio de Janeiro. Atua como pivô e joga pelo clube Ademar León. Foi medalha de ouro nos Jogos Pan-Americanos de 2011 e prata em 2007 e 2015, além de bronze no Campeonato Pan-Americano de Handebol Masculino de 2016.